# Walter Ludewig
Walter Ludewig (Herford, 10 de febrero de 1910 - 23 de julio de 2007) fue un banquero y presidente de la empresa alemana Poggenpohl. 
A la edad de 25 años, como banquero cualificado, Walter Ludewig entró en Poggenpohl en el año 1935. Cinco años más tarde, empezó a desempeñar el cargo de presidente, un rango que no dejaría hasta 1987. Después de la Segunda Guerra Mundial, Ludewig se involucró y fue uno de los pioneros en el desarrollo de la creación de sets de cocina concebidos para la producción industrial masiva, integrado todas las funciones y los procesos de trabajo con el fin de ahorrar tiempo y costes.
A lo largo de su vida profesional como presidente de Poggenpohl, consiguió numerosas distinciones por parte de la industria del mueble y de distintas asociaciones profesionales, destacando la Bundesverdienstkreuz (Gran Orden del Mérito), entregada por el ministro de Economía alemán en el año 1980. Fue miembro fundador de la Asociación de Cocina Moderna (AMK) y presidente honorífico de la Asociación Europea de Fabricantes de Muebles de Cocina.
Walter Ludewig ha sido considerado como uno de los "padres de la cocina moderna".